# Beach soccer ai Giochi mondiali sulla spiaggia 2019
Le competizioni di beach soccer ai Giochi mondiali sulla spiaggia 2019 si sono svolte dall'11 al 16 ottobre 2019 presso la spiaggia di Katara, a Doha. Si è disputato un torneo maschile a cui hanno partecipato 16 squadre e un analogo torneo femminile di 8 squadre.

## Calendario
Il calendario delle gare è stato il seguente:
| ● | Finali |

| Ottobre |    |    |    |    |    |
| 11      | 12 | 13 | 14 | 15 | 16 |
| ●       |    | ●  | ●  | ●  | 2  |

## Medagliere
| Posizione | Paese         | Oro | Argento | Bronzo | Totale |
| --------- | ------------- | --- | ------- | ------ | ------ |
| 1         | Brasile       | 1   | 0       | 1      | 2      |
| 2         | Spagna        | 1   | 0       | 0      | 1      |
| 3         | Gran Bretagna | 0   | 1       | 0      | 1      |
| 3         | Russia        | 0   | 1       | 0      | 1      |
| 5         | Iran          | 0   | 0       | 1      | 1      |
| Totale    | Totale        | 2   | 2       | 2      | 6      |